# 安鸿勋
安鸿勋（1824年—1880年），字小琴，一字纯亦，号爱棠，又号扫花仙，常州府金匮县（今江苏省无锡市）人。清朝书法家，擅长行草。附贡生出身，曾出任训导。

## 家族
安鸿勋出自胶山安黄氏。祖父，安汝谐，贡生出身，慈善家。父亲，安昶，生员出身，书法家。